# Homeomastax kressi
Homeomastax kressi is een rechtvleugelig insect uit de familie Eumastacidae. De wetenschappelijke naam van deze soort is voor het eerst geldig gepubliceerd in 1934 door Rehn & Rehn.